# 王中正
王中正（1029年—1099年）。字希烈，开封府（今河南省开封市）人，北宋宦官。
因父职补入内黄门，到延福宫学习诗书、历算。宋仁宗喜欢他的才干，命他在左右。庆历年间坤寧宮事變，王中正手持弓矢在殿西监督捕射，射死叛軍四人中的三人，时年十八岁，历任干当御药院、鄜延路、环庆路公事，分治河东边事。随王韶入熙河，修整城垒守具，转任作坊使、嘉州团练使，擢升内侍押班。吐蕃围攻茂州，他奉诏往援，解围，进升为昭宣使、入内副都知。
宋神宗元丰四年（1081年），宋军五路进攻西夏，他佥书泾原路经略司事。因会师灵州失期，士兵伤亡惨重，改任金州观察使，贬秩二等，提举崇福宫。与李宪、宋用臣、石得一被旧党视为“四凶”。宋哲宗绍圣初年，复为嘉州团练使，七十一岁时卒。

## 延伸阅读
[在维基数据编辑]
 《宋史·卷467》，出自脱脱《宋史》